# Hoge vuurtoren van Noord-Schouwen
De Hoge vuurtoren van Noord-Schouwen was een ronde bakstenen vuurtoren aan Den Haard op het grondgebied van de toenmalige gemeente Noordwelle. Hij werd ontworpen door Leendert Valk en in 1848 gebouwd. Samen met de lage vuurtoren van Noord-Schouwen vormde hij een lichtenlijn voor het scheepvaartverkeer over het Brouwershavensegat.
De toren had oorspronkelijk een hoogte van ongeveer 25 meter. In 1856 werd de toren ongeveer 14 meter verhoogd met een gietijzeren opbouw. Het ontwerp hiervoor was van Quirinus Harder en het werk werd uitgevoerd door de firma Enthoven en Co uit Den Haag.
Door het verplaatsen van de vaargeul werden de vuurtorens overbodig. Het hoge licht werd in 1916 opgeblazen met explosieven door de Genie.
De torens van de lichtenlijn werden in 1915 vervangen door twee opengewerkte ijzeren lichtopstanden gebouwd door de firma Penn & Bauduin uit Dordrecht. Deze hebben tot 1932 dienst gedaan.
De gevelsteen van de toren is bewaard gebleven. Deze is tegenwoordig te vinden aan de Dorpsring in het centrum van Noordwelle.